# Parafia Najświętszej Maryi Panny Wspomożenia Wiernych w Miastku
Parafia pw. Najświętszej Maryi Panny Wspomożenia Wiernych w Miastku – rzymskokatolicka parafia należąca do dekanatu Miastko, diecezji koszalińsko-kołobrzeskiej, metropolii szczecińsko-kamieńskiej. Została utworzona 15 kwietnia 1917 roku przez biskupa wrocławskiego Adolfa Bertrama jako kuracja należąca do parafii koszalińskiej.

## Historia
Kuracja w Miastku powstała staraniem proboszcza koszalińskiego Ferdynanda Piontka, który znacznie rozwinął sieć duszpasterską na Pomorzu. Po utworzeniu diecezji berlińskiej 13 sierpnia 1930 placówka została włączona w jej struktury. Po zakończeniu II wojny światowej pierwszym polskim proboszczem został ks. Jan Karnicki, który do tytułu parafii Najświętszej Maryi Panny, dodał wezwanie - Wspomożycielki Wiernych. W latach 1945–1972 parafia należała do Administracji Apostolskiej Kamieńskiej, Lubuskiej i Prałatury Pilskiej ze stolicą w Gorzowie Wielkopolskim.

## Miejsca święte

### Kościół parafialny
Kościół pw. Najświętszej Marii Panny Wspomożenia Wiernych w Miastku

### Kościoły filialne i kaplice
- Kościół pw. Matki Bożej Fatimskiej w Świeszynie
- Kaplica pw. Przemienienia Pańskiego w szpitalu miejskim w Miastku

## Duszpasterze

### Kuratus
| Karl Stottko        | 1917–1926 |
| Walter Poche        | 1926–1933 |
| Johannes Fiebig     | 1933–1937 |
| Johannes Grunzewski | 1937–1945 |

### Proboszczowie
| Jan Karnicki                  | 1945–1962  |
| Jan Wujda                     | 1962–1971  |
| Ryszard Król                  | 1971–1979  |
| Bernard Witucki               | 1979–1985  |
| Ludwik Musiał                 | 1985–1993  |
| Jan Strzelecki                | 1993–1997  |
| Józef Turkiel                 | 1997–2011  |
| Jan Cychowski                 | 2011-†2018 |
| Piotr Woźniak (administrator) | 2018       |
| Dariusz Jastrząb              | od 2018    |